# Wonder Woman 1984 (soundtrack)
Wonder Woman 1984 is de soundtrack van Hans Zimmer voor de film met dezelfde naam. Het album werd uitgebracht op 16 december 2020 door WaterTower Music.

## Wonder Woman 1984: Original Motion Picture Soundtrack
Op 22 augustus 2018 werd Hans Zimmer aangekondigd als de componist van Wonder Woman 1984, ter vervanging van Rupert Gregson-Williams die de eerste film componeerde. Zimmer componeerde eerder Man of Steel en Batman v Superman: Dawn of Justice, de eerste en tweede film in de DC Extended Universe, waarvan de laatstgenoemde ook Wonder Woman te zien was. Additionele muziek werd gecomponeerd door David Fleming en Steve Mazzaro.
Het orkest stond onder leiding van Matt Dunkley en Gavin Greenaway met celliste Tina Guo op de akoestische en elektrische cello. In de filmmuziek zong het koor London Voices. De opnames vonden plaats in de AIR Lyndhurst Hall en Abbey Road Studios in Londen.
Als onderdeel van DC FanDome 2020 heeft WaterTower Music de eerste track van de soundtrack op 22 augustus 2020 uitgebracht, getiteld "Themyscira". Een ander nummer "Open Road" werd uitgebracht op 10 december 2020 als onderdeel van de "Week of Wonder" sociale media-promotie die leidde tot de release van de film.

### Tracklijst
Alle muziek is geschreven door Hans Zimmer.
| Nr. | Titel                        | Duur  |
| --- | ---------------------------- | ----- |
| 1.  | Themyscira                   | 3:51  |
| 2.  | Games                        | 5:17  |
| 3.  | 1984                         | 7:04  |
| 4.  | Black Gold                   | 4:55  |
| 5.  | Wish We Had More Time        | 2:54  |
| 6.  | The Stone                    | 2:13  |
| 7.  | Cheetah                      | 3:13  |
| 8.  | Fireworks                    | 2:38  |
| 9.  | Anything You Want            | 4:45  |
| 10. | Open Road                    | 5:36  |
| 11. | Without Armor                | 3:46  |
| 12. | The White House              | 7:45  |
| 13. | Already Gone                 | 5:04  |
| 14. | Radio Waves                  | 8:02  |
| 15. | Lord of Desire               | 2:44  |
| 16. | The Beauty In What Is        | 3:48  |
| 17. | Truth                        | 4:45  |
| 18. | Lost and Found (Bonus Track) | 11:55 |

Compact disc: 1 t/m 10 disc 1 en 11 t/m 18 disc 2.

## Wonder Woman 1984: Sketches from the Soundtrack
Wonder Woman 1984: Sketches from the Soundtrack is de tweede soundtrack van de film Wonder Woman 1984 die door WaterTower Music werd uitgebracht op 5 februari 2021. Het album bevat elf schetsen die voor de film zijn gecomponeerd door Hans Zimmer.

### Tracklijst
Alle muziek is geschreven door Hans Zimmer.
| Nr. | Titel                              | Duur  |
| --- | ---------------------------------- | ----- |
| 1.  | ’84                                | 2:28  |
| 2.  | No Hero Is Born from Lies          | 4:38  |
| 3.  | Apex Predator                      | 5:08  |
| 4.  | The Monkey Paw                     | 6:49  |
| 5.  | Barbara Minerva                    | 1:32  |
| 6.  | Dechalafrea Ero                    | 11:10 |
| 7.  | In Love                            | 10:48 |
| 8.  | Citrine                            | 3:04  |
| 9.  | In Harm's Way                      | 5:15  |
| 10. | Life Is Good, But It Can Be Better | 11:51 |
| 11. | The Amazon                         | 9:44  |

## Overige muziek uit de film
Muziek uit de film die niet op de officiële soundtrack staan zijn:
| Nummer                      | Artiest(en)                         |
| --------------------------- | ----------------------------------- |
| Welcome to the Pleasuredome | Frankie Goes to Hollywood           |
| Adagio in D Minor           | John Murphy                         |
| I Won't Leave You           | Clinton Shorter                     |
| M.E.                        | Gary Numan                          |
| Cars                        | Gary Numan                          |
| Voi Che Sapete (Mozart)     | Hybrid featuring Christina Johnston |
| Rio                         | Duran Duran                         |